# 쿠퍼 스퀘어

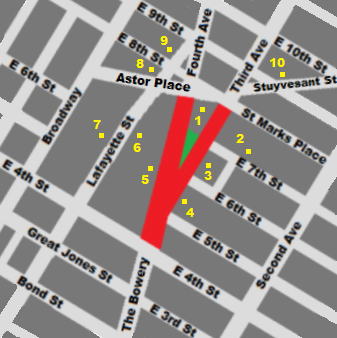
쿠퍼 스퀘어 지도(붉은색), 이 지역의 명소를 보여준다:
1. 쿠퍼 유니언 재단 빌딩
2. 맥솔리스 오울드 에일 하우스
3. 쿠퍼 유니언 뉴아카데미 빌딩
4. 쿠퍼 스퀘어 호텔
5. 빌리지 보이스
6. 공공 극장 (애스터 도서관)
7. 콜로네이드 로 / 애스터 플레이스 극장 (Blue Man Group)
8. 클린튼 홀 (애스터 오페라 하우스 내)
9. K마트 (Wanamaker Department Store Annex)
10. 해밀튼 피쉬 하우스

쿠퍼 스퀘어(Cooper Square)는 미국 뉴욕 시 로어맨해튼을 지나가는 스트리트의 분기 합류점이다. 남쪽으로 바우어리, 서쪽과 남서쪽을 노호가, 서쪽과 북서쪽으로는 그리니치 빌리지, 북쪽 및 동쪽으로는 이스트 빌리지, 남동쪽으로는 로어 이스트 사이드에 둘러싸인 지점에 위치한다.

## 개요
쿠퍼 스퀘어는 바우어리가 동 4번가와 교차하는 지점에서 시작하여, 동 5번가와 6번가 사이에서 두 방향으로 분기한다. 이 두 개의 거리는 각각 애스터 플레이스 및 동 8번가 / 세인트 마크 플레이스의 지점까지 함께 쿠퍼 스퀘어의 주소가 맞춰져 있다. 그 대상은 서쪽의 거리는 4 애비뉴, 동쪽의 거리는 3 애비뉴가 된다.
바우어리 3번가 및 두 개의 쿠퍼 스퀘어는 모두 양방향 통행 거리이므로, 그 교차로의 교통 흐름이 복잡하게 되어 있어 보행자 횡단이 매우 어렵다. 특히 이곳은 시 당국이 승인한 트럭 통행이 가능한 도로이기 때문에 위험 요인이 되고 있다. 그래서 뉴욕 시 교통국은 교통을 ‘정상화’하고자 이 광장의 중앙에 있는 공원을 확대하고, 이 지역에 새로운 지역 공원 조경 계획을 발표했다.

## 역사

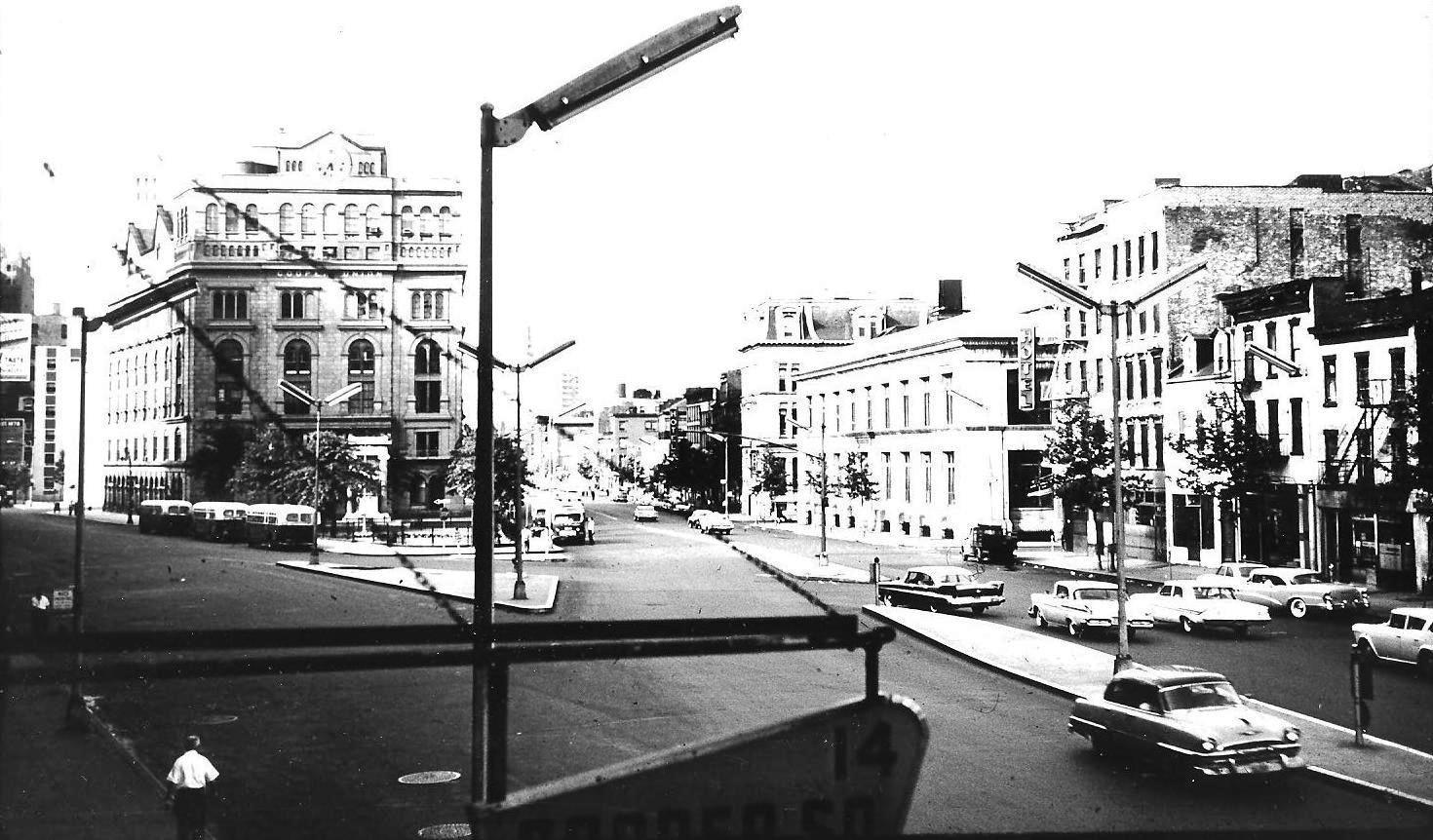
1957년 업타운 방향의 쿠퍼 스퀘어

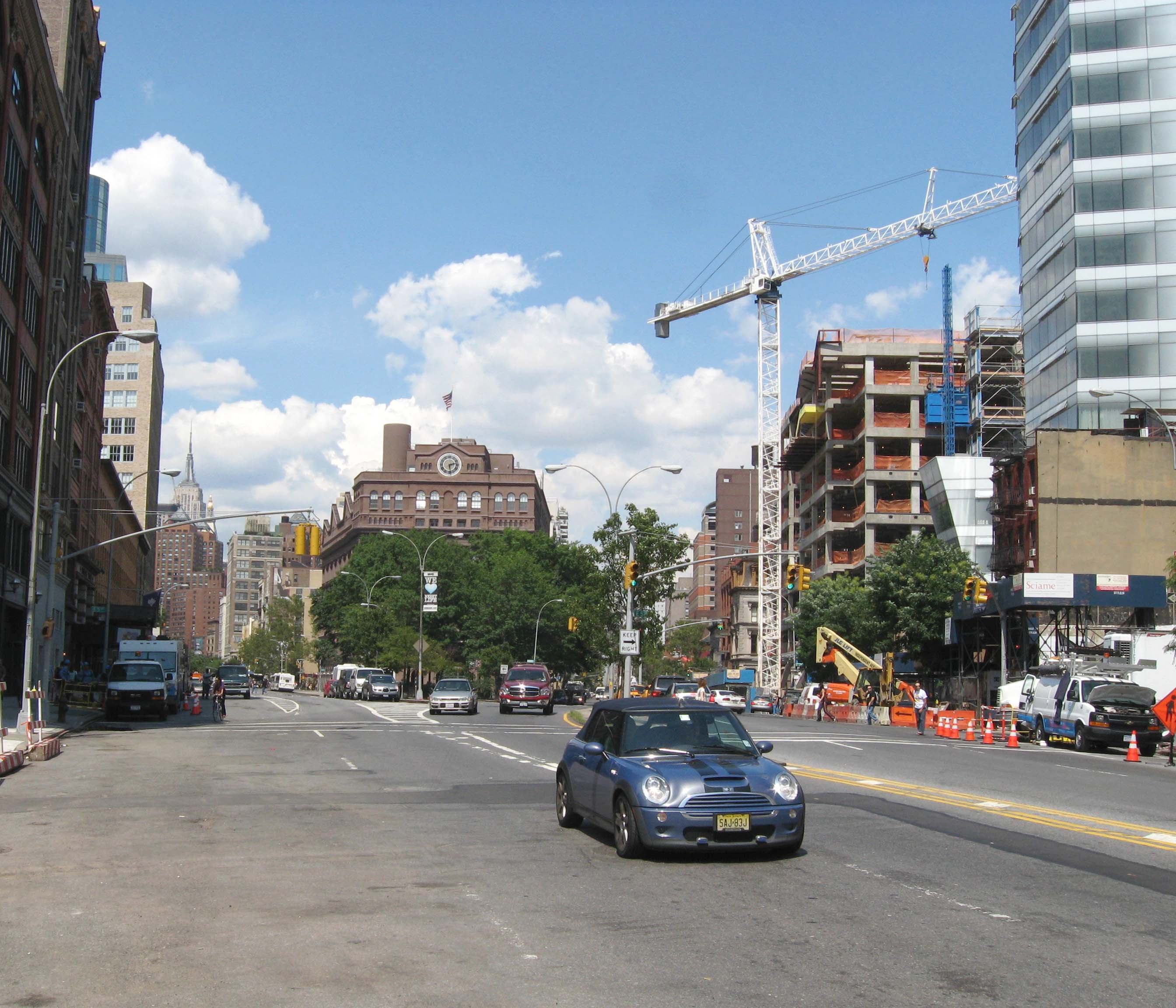
2008년의 쿠퍼 스퀘어

1850년에 이 광장은 처음 공공 공간으로 증설되었다. 이때, 약 0.5마일 북쪽의 2번가에 ‘스터이베슨트 광장’이 이미 존재하고 있음에도 불구하고 당초 ‘스토이베슨트 스퀘어’(Stuyvesant Square)라는 이름이 붙여졌다. 19세기 독지 사업가였던 피터 쿠퍼의 이름을 따서 1883년 그의 사망 이후 현재의 이름으로 바뀌었다. 1853년 쿠퍼는 과학과 예술의 발전을 위한 ‘쿠퍼 유니언’ 대학교를 설립하였다. 이 기관은 여성을 포함하여 자격이 있는 사람은 모두 양질의 교육을 무료로 받을 수 있어야 한다는 신념 아래 시작되었다. 이것은 당시로서는 매우 급진적인 발상이었다. 따라서 일관되게 모든 학생들에게 수업료 전액을 장학금을 보장하고 있다. 이 광장의 북쪽에 위치한 프레드릭 A. 피터슨이 설계한 쿠퍼 유니언 기금 빌딩은 철골을 뼈대로 채용한 미국에서 현존하는 가장 오래된 건물이다. 1859년 개관 이래 계속 같은 장소에 세워져 있지만, 내부는 1975년에 대규모 재건축이 시행되었다. 이것은 단지 현대화뿐만 아니라 당시는 실현될 수 없었던 쿠퍼가 계획한 원통형 엘리베이터의 도입을 실현하기 위해이기도 했다. 이 건물의 외관도 1999년에 리노베이션 되었다.
쿠퍼 유니언 기금 빌딩은 시내 방면은 작은 공원, 쿠퍼 트라이앵글 (Cooper Triangle)로 되어있다. 이곳에는 피터 쿠퍼의 기념비가 세워져 있다. 이 길 건너의 41 쿠퍼 스퀘어는 이 기관의 최신 캠퍼스 빌딩인 모포시스의 톰 메인이 설계한 뉴아카데미 빌딩이 세워져 있다.
빌리지 보이스의 본사와 그레이스 처치 스쿨과 카플란의 교실이 있는 건물이 광장의 서쪽에 위치하고 있다. 25 쿠퍼 스퀘어에 위치한 유선형의 현대적 고층 건축물 쿠퍼 스퀘어 호텔은 이 지역에서 최신 빌딩 중 하나이다.

## 갤러리

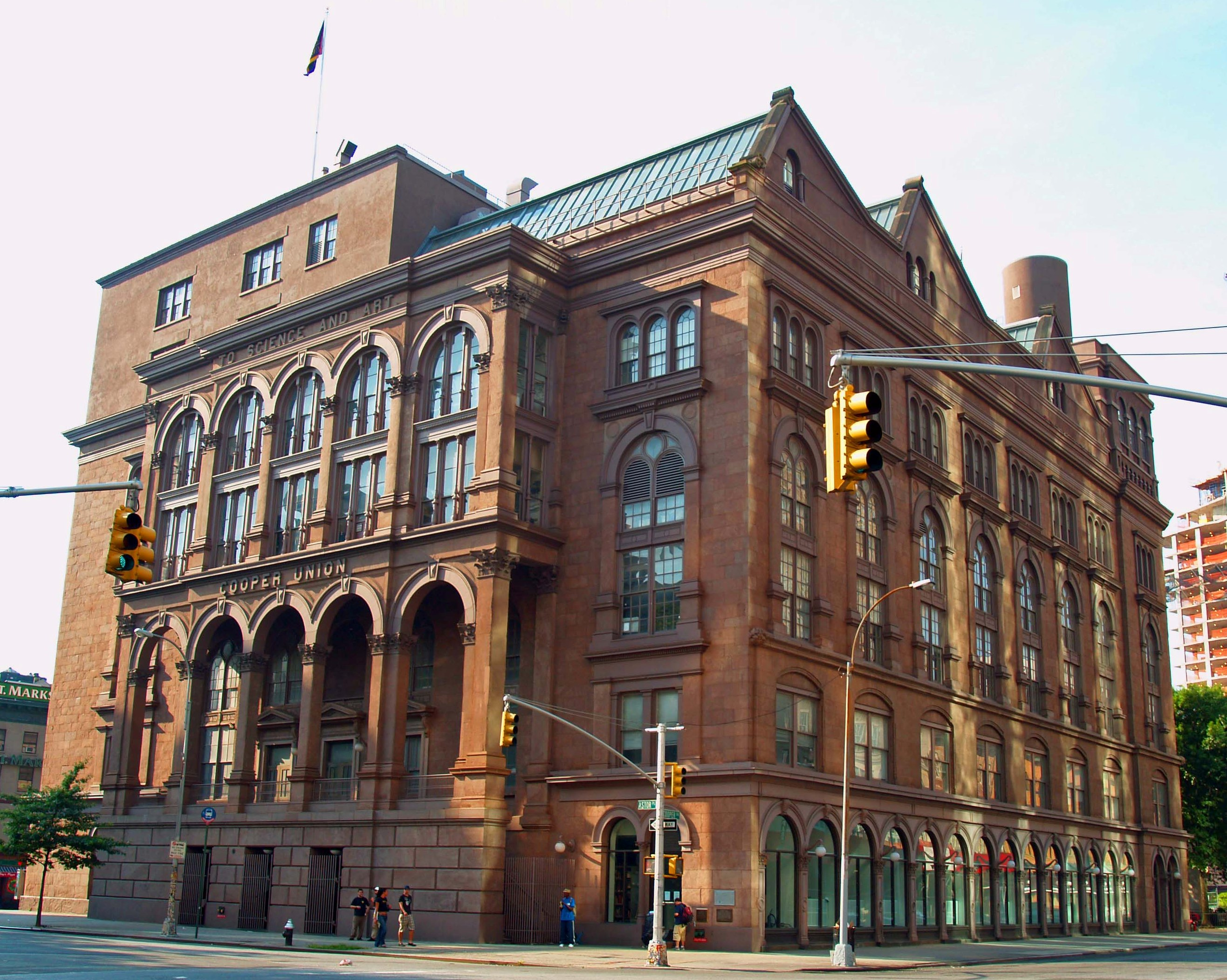
쿠퍼 유니언 재단 빌딩은 광장의 북쪽 끝에 1859년 이후로 자리 잡고 있다
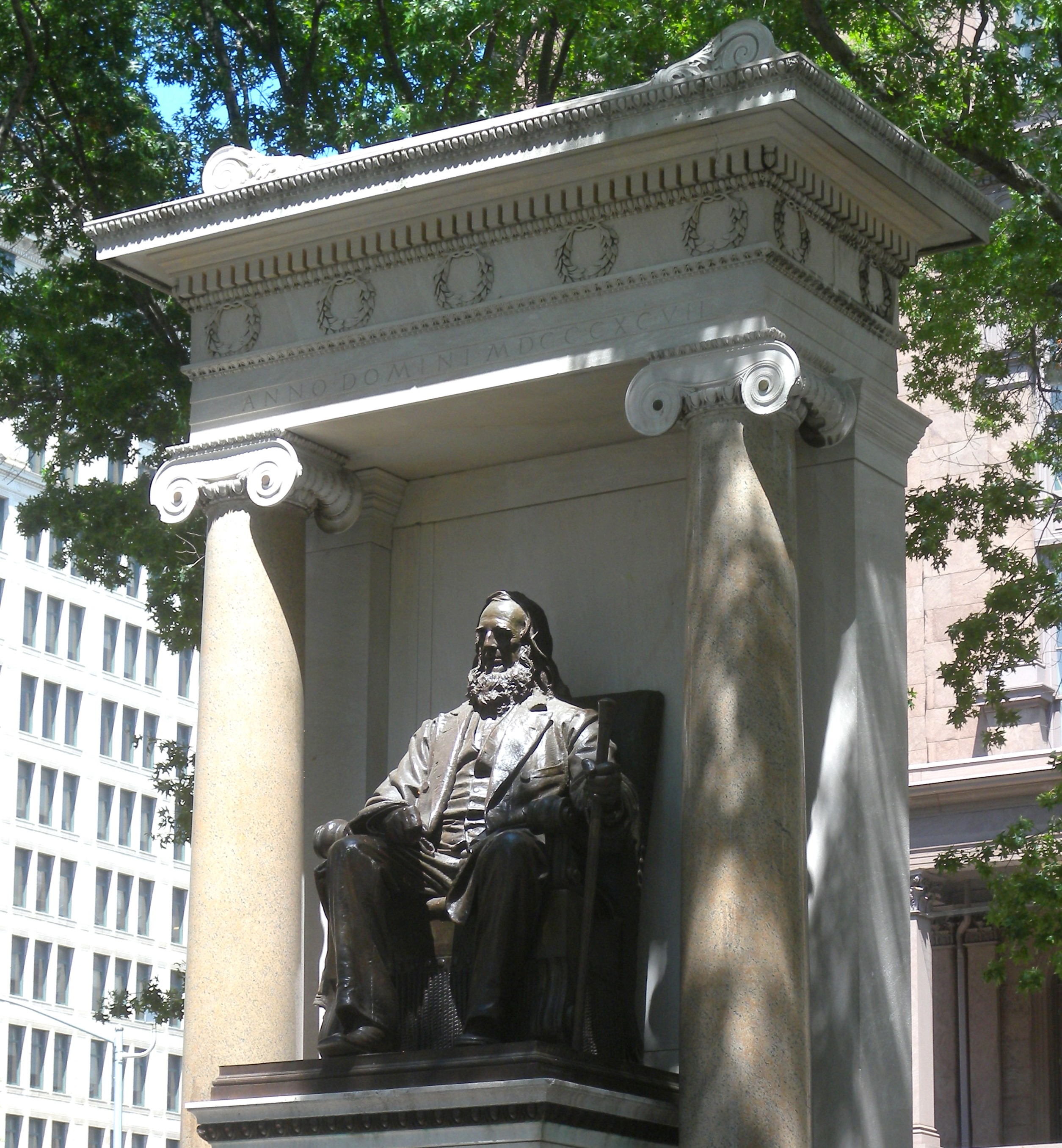
피터 쿠퍼 기념물이 재단 빌딩과 공원 사이에 쿠퍼 트라이앵글에서 앉아 있다.
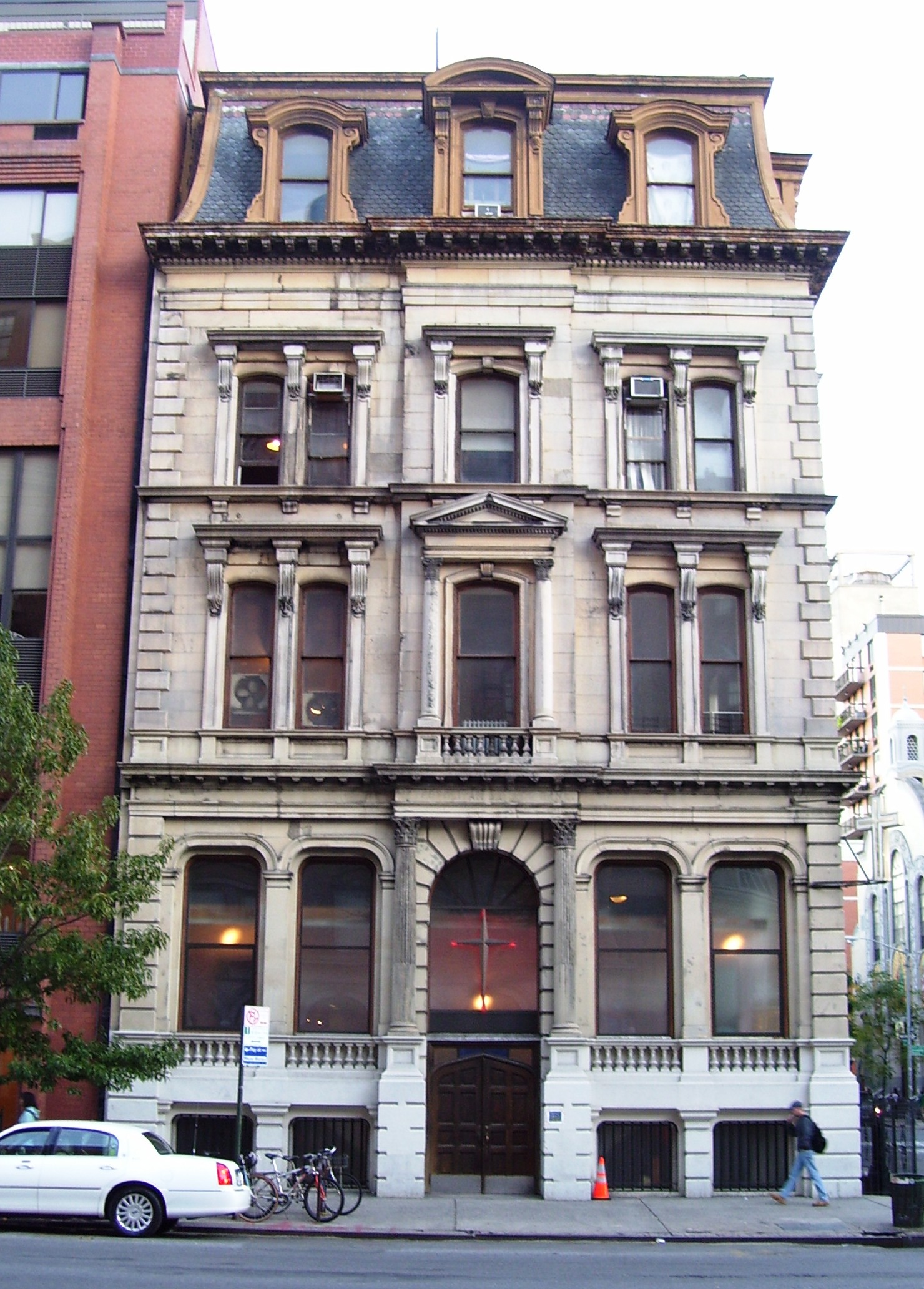
#61: 이 건물은 1867년에 은행으로 지어졌지만, 1937년 이후로 교회로 사용되었다. (뉴욕 시 랜드마크, 1969[5])
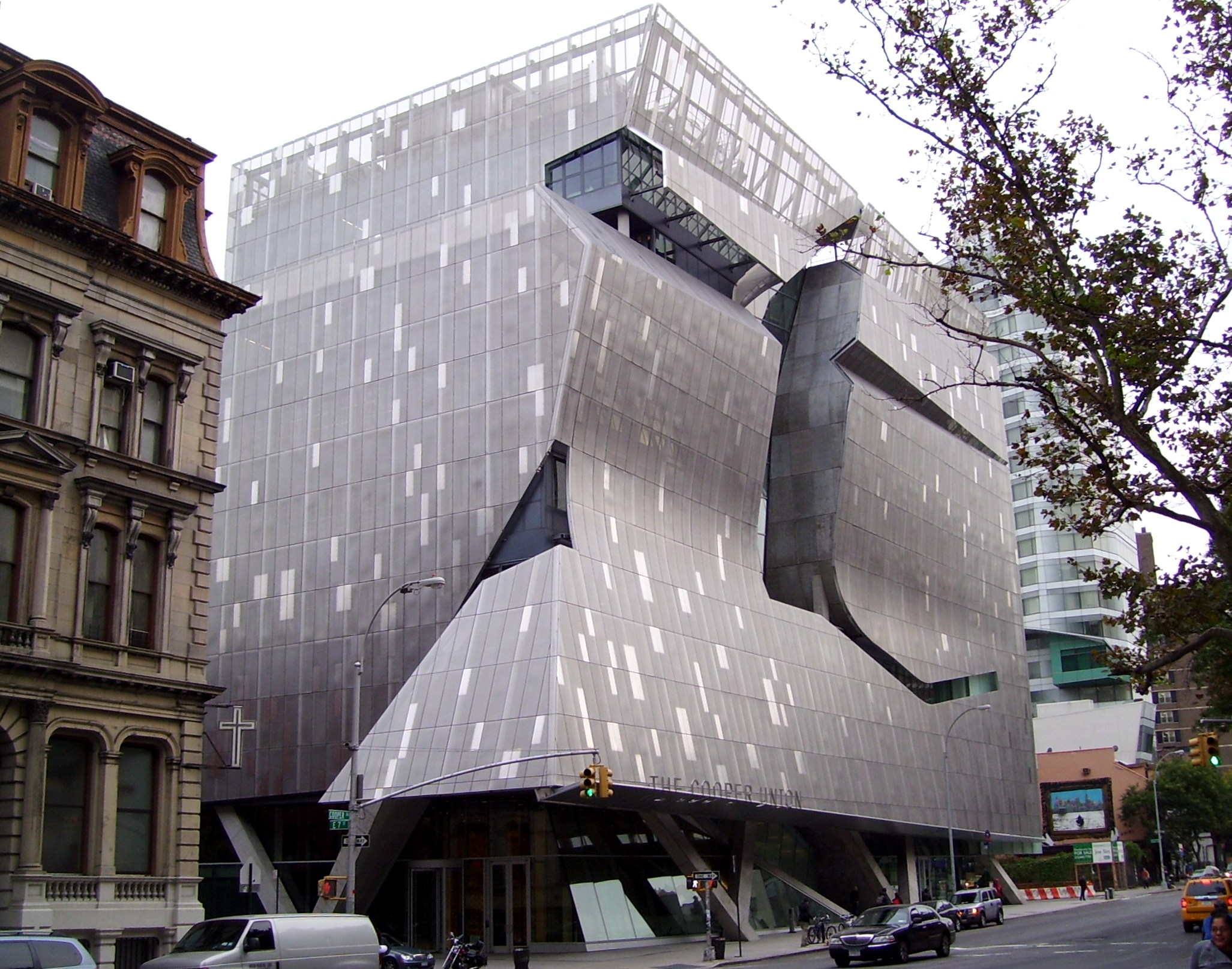
#41: 쿠퍼 유니언의 뉴아카데미 빌딩, 톰 메인이 설계하고, 2009년 여름에 개관
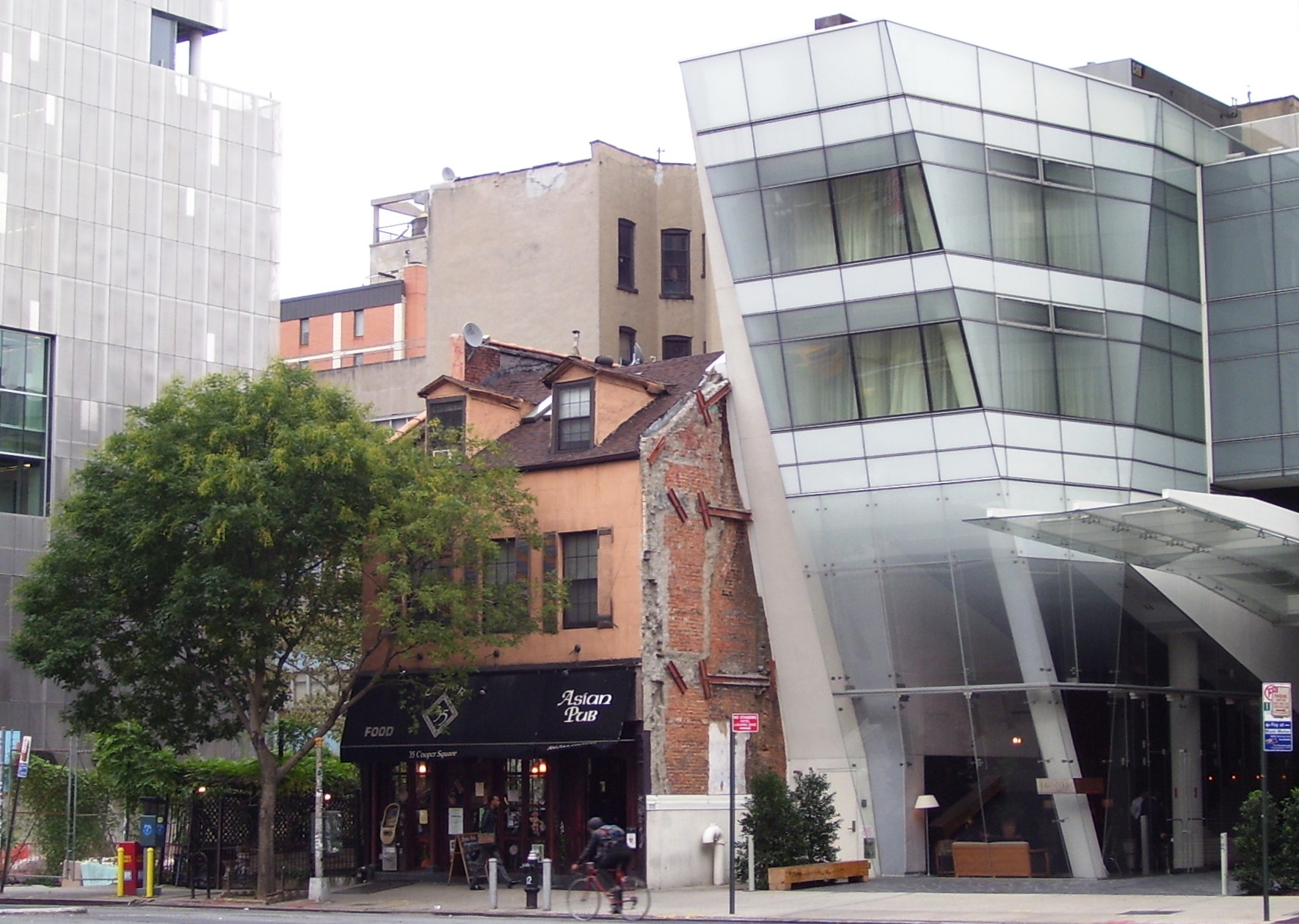
#35: 좌측의 낡은 건물은 19세기 초 피터 스터이베슨트의 증손자가 소유했었다.[6] 신축을 위해 붕괴시킴
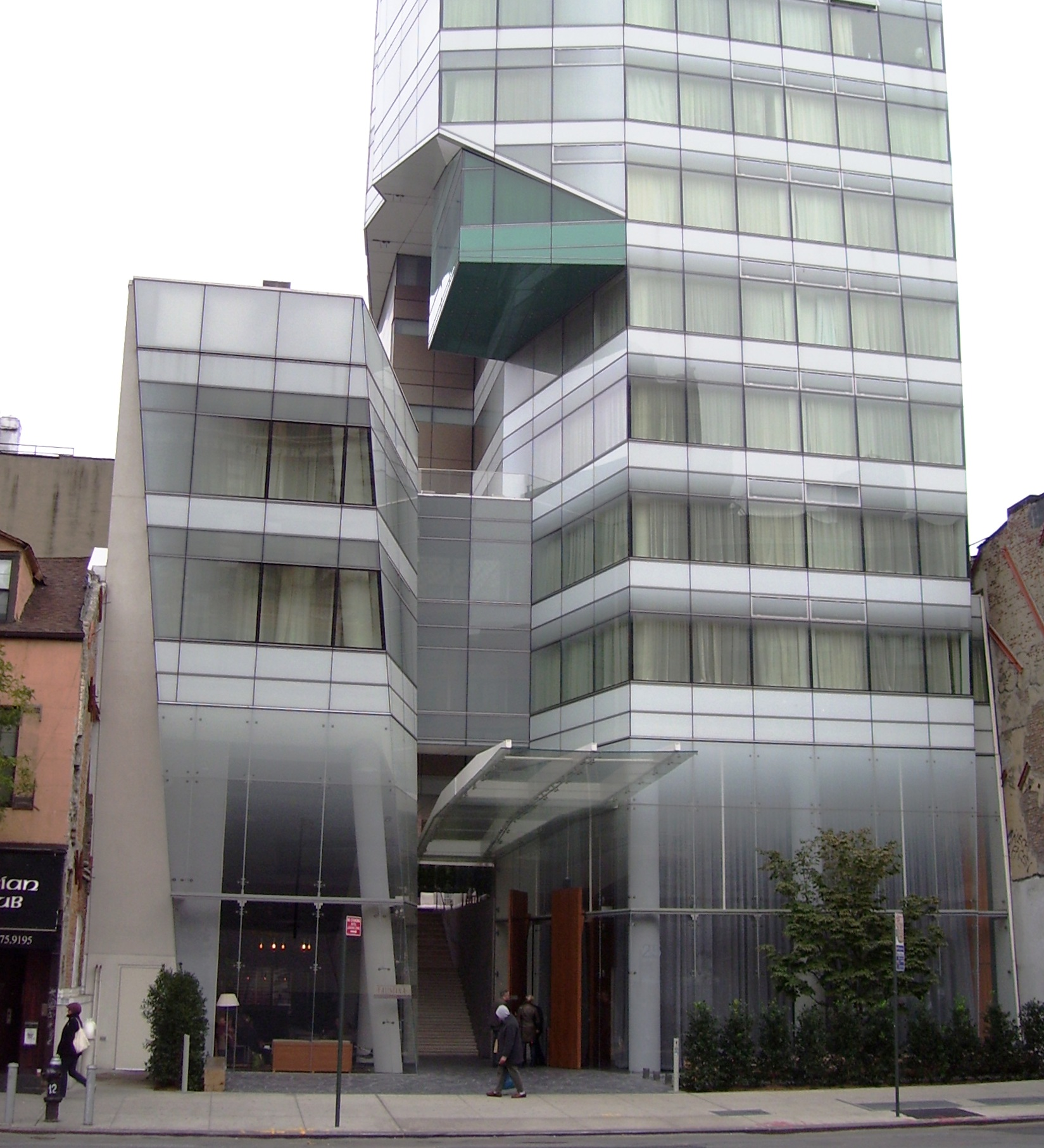
#25: 화화로운 더 스탠더드 이스트 빌리지 호텔, 21층의 초현대식 건물로, 2008년에 쿠퍼 스퀘어 호텔로 개관
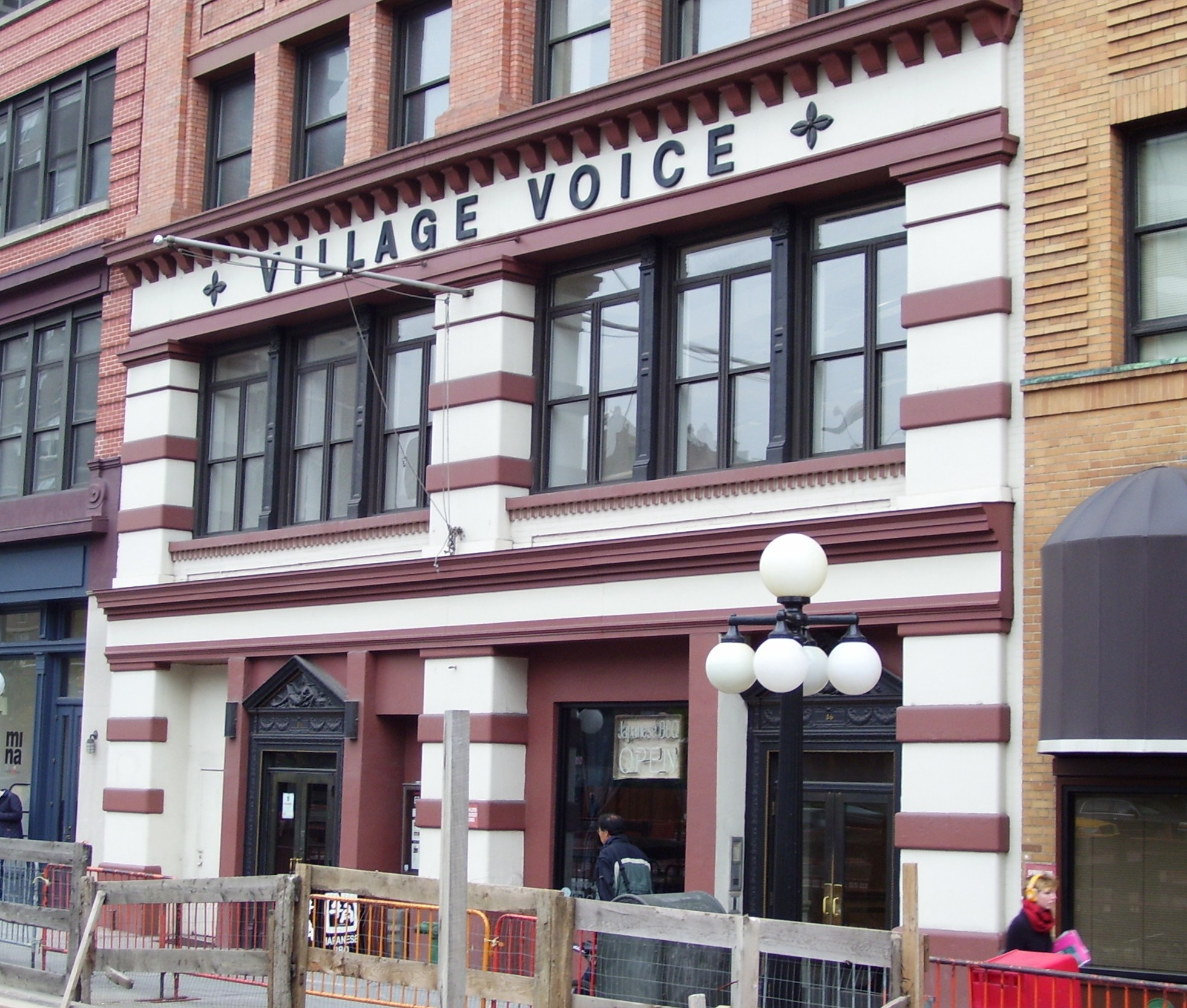
#36: 2012년 12월 기준으로, 빌리지 보이스의 본부와 curbed.com과 9Threads와 같은 닷컴 회사들이 입주하고 있다.
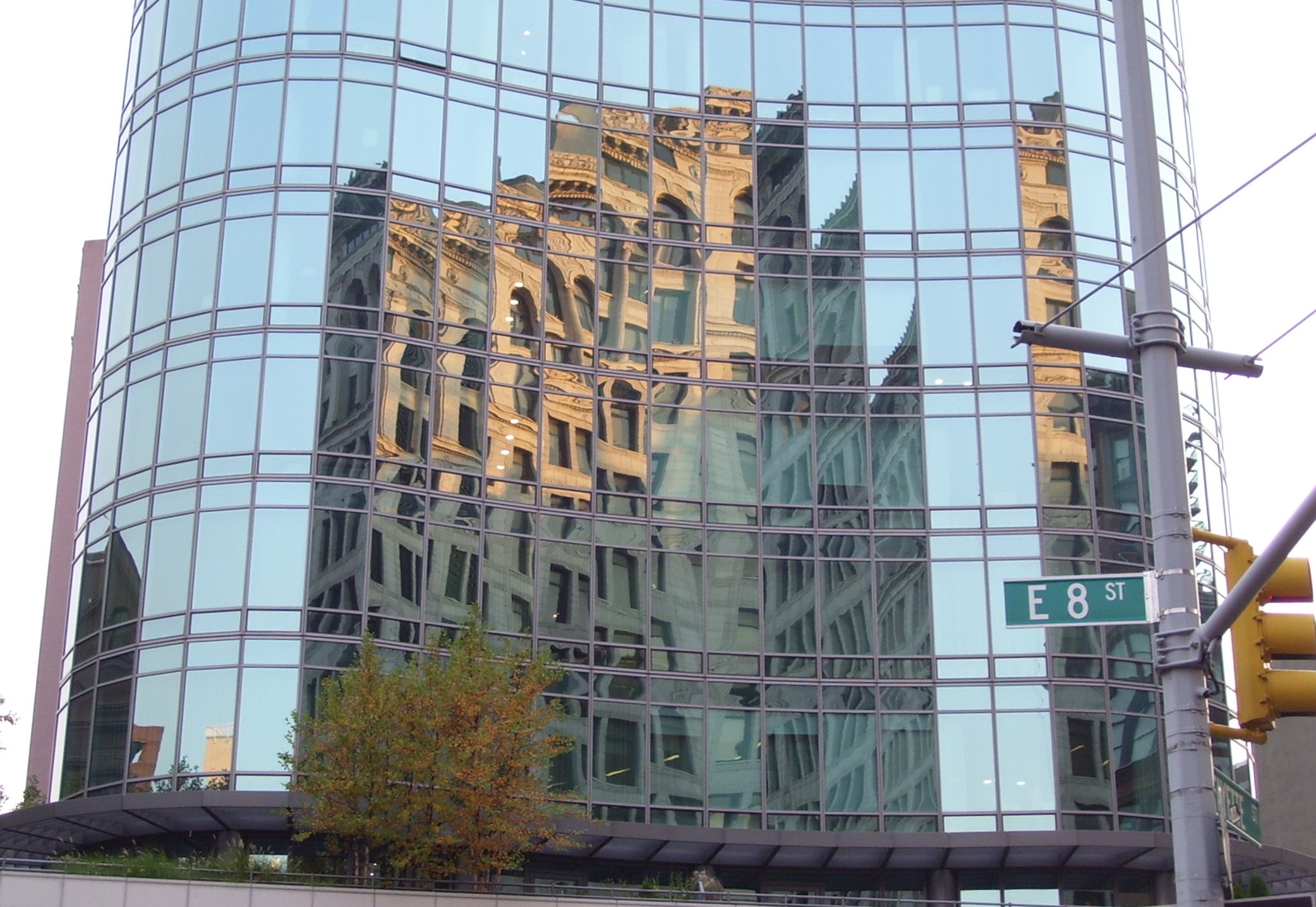
#72: 라파예트 가 주소(#445)를 가지고 있지만, 찰스 과스미가 설계하여, 2004년에 완공한 이 콘도 건물은 쿠퍼 광장 #72가 될 곳에 자리잡고 있다.